# Astronidium fraternum
Astronidium fraternum är en tvåhjärtbladig växtart som först beskrevs av Asa Gray, och fick sitt nu gällande namn av J.F. Maxwell. Astronidium fraternum ingår i släktet Astronidium och familjen Melastomataceae. IUCN kategoriserar arten globalt som livskraftig. Inga underarter finns listade i Catalogue of Life.